# PADEM
PADEM ist eine Abkürzung für die  „Portal Analyse und Design Methode“ des Fraunhofer-Instituts für Arbeitswirtschaft und Organisation (Fraunhofer IAO). PADEM ist ein Vorgehensmodell für die Strategiefindung, Analyse, Design, Konzeption und Softwareauswahl, Einführung und Schulung in Portalprojekten. Die Methodik wurde von Thorsten Riemke-Gurzki, Henning Hinderer, Joannis Vlachakis und Anja Kirchhof im Jahr 2000 konzipiert und die Vermarktung seither durch das Fraunhofer IAO betreut.